# Japanische Eibe
Die Japanische Eibe (Taxus cuspidata) ist eine Pflanzenart aus der Gattung der Eiben (Taxus) in der Familie der Eibengewächse (Taxaceae). Meist werden nur Zuchtformen als Zierpflanzen verwendet. 

## Beschreibung

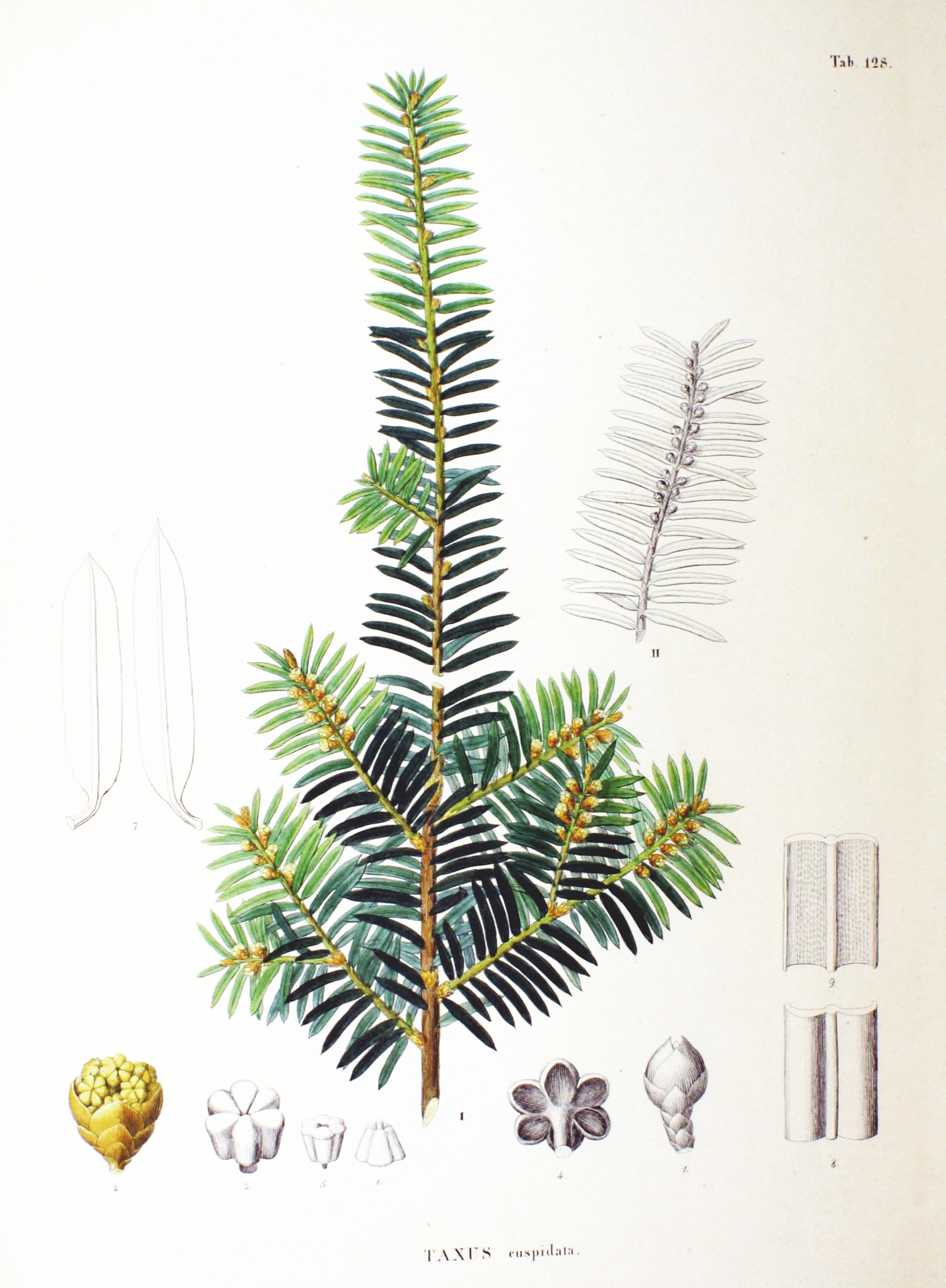
Illustration

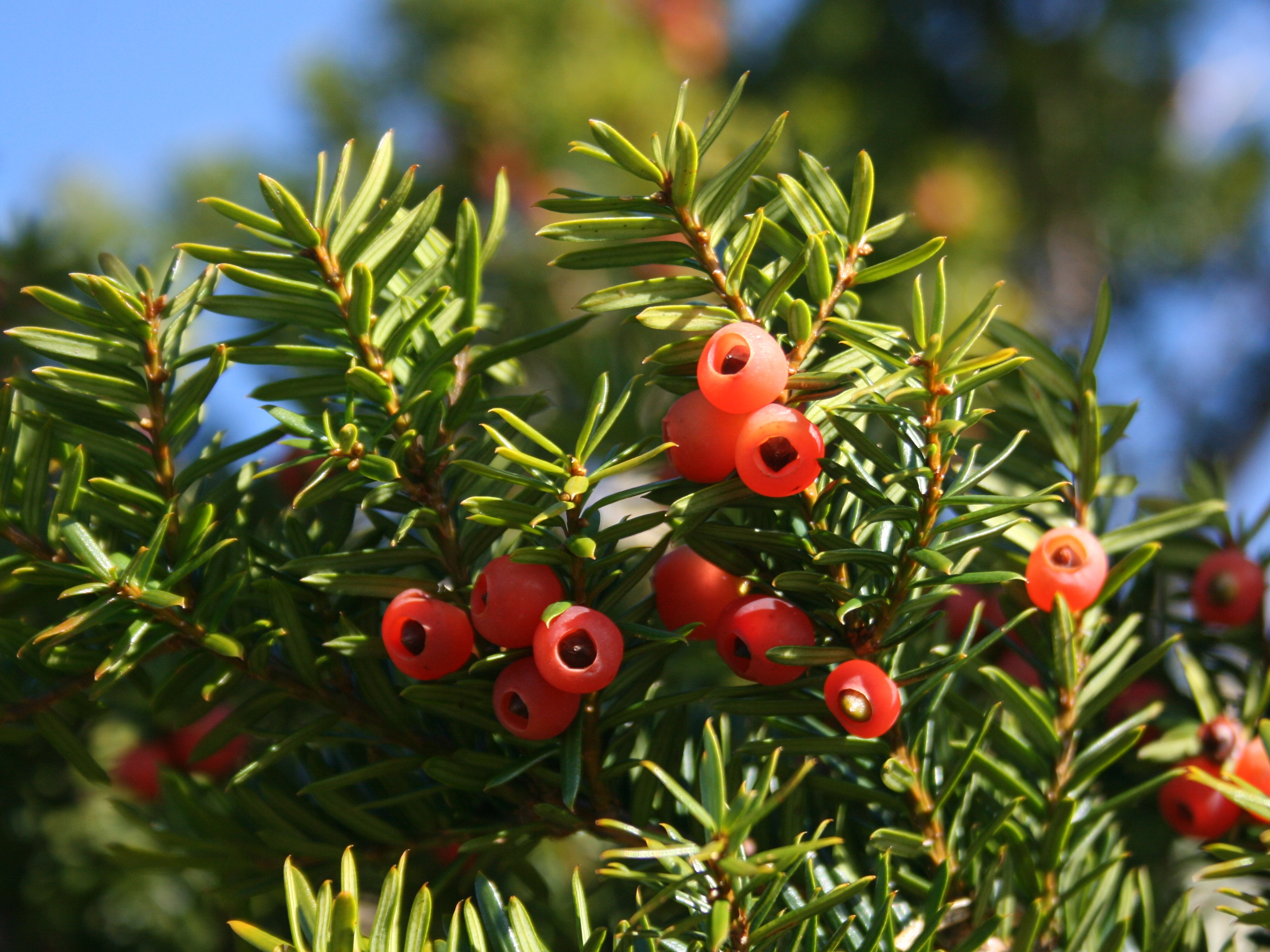
Zweig mit Nadeln und Arillus

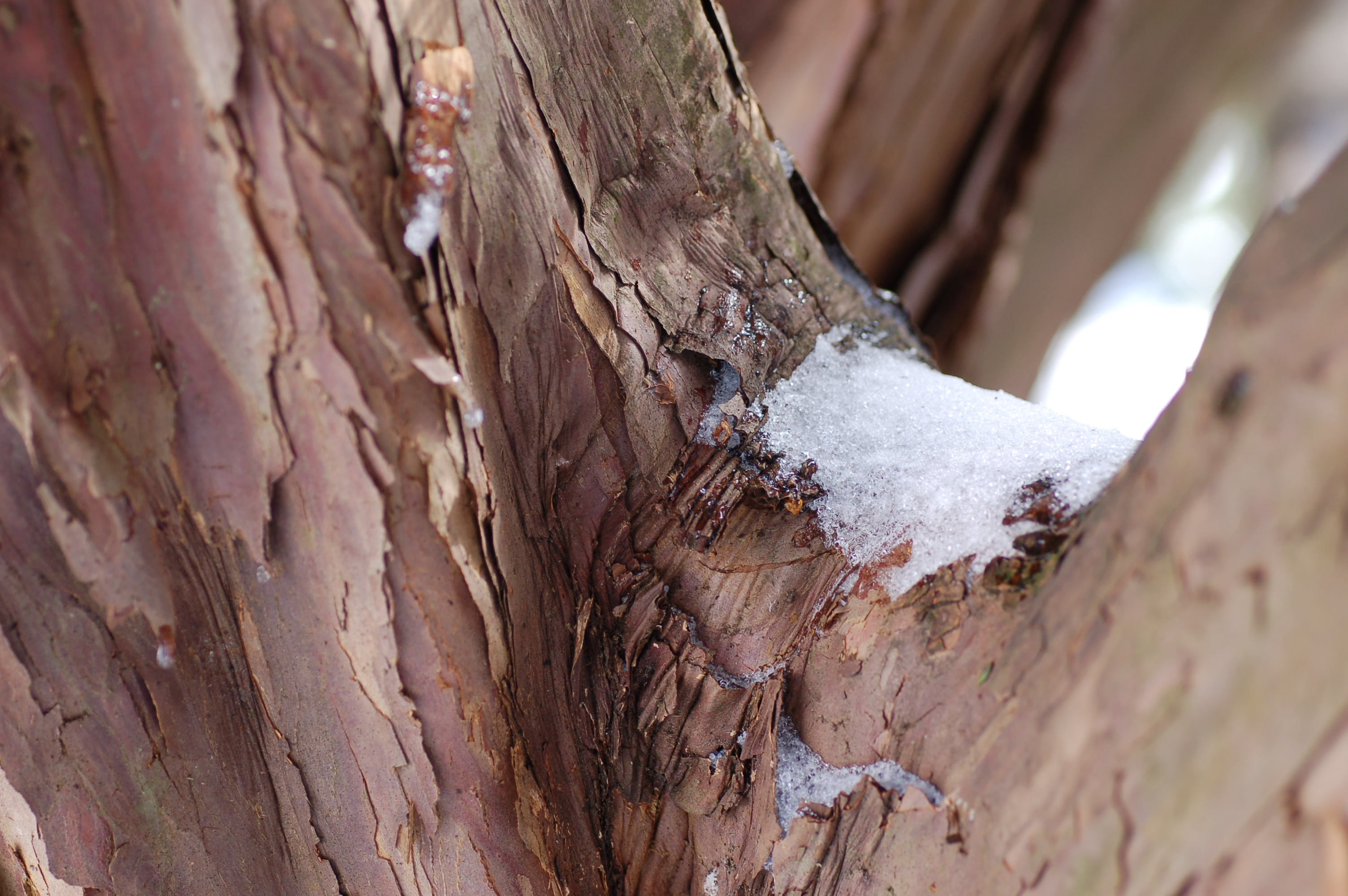
Borke

### Vegetative Merkmale
Die Japanische Eibe wächst in ihrer Heimat als pyramidaler, immergrüner Baum, der Wuchshöhen von bis zu 16 Metern erreicht. Die Sorten die in Europa als Zierpflanzen genutzt werden wachsen als Strauch.
Die sehr starren und dornspitzigen Nadeln stehen steif seitwärts ab, sind 1,5 bis 3,5 Zentimeter lang und 2 bis 3 Millimeter breit. Die Nadeln sind spiralig am Zweig angeordnet – bei der Nominatform erscheinen die Nadeln als zweireihig angeordnet.

### Generative Merkmale
Die Japanische Eibe ist meist zweihäusig getrenntgeschlechtlich (diözisch). Jeder Samen ist von einem hellroten Samenmantel (Arillus) umgeben; die Samen stehen in Büscheln und sind 7 bis 8 Millimeter groß.
Die Chromosomenzahl beträgt 2n = 24.

## Systematik
Die Erstbeschreibung von Taxus cuspidata erfolgte 1846 durch Philipp Franz von Siebold und Joseph Gerhard Zuccarini in Abhandlungen der Mathematisch-Physikalischen Classe der Königlich Bayerischen Akademie der Wissenschaften, Band 4, 3, Seite 232, Tafel 3.
Von Taxus cuspidata gibt je nach Autor zwei oder drei Varietäten:
- Taxus cuspidata Sieb. & Zucc. var. cuspidata (Syn.: Cephalotaxus umbraculifera Sieb. ex Endl., Taxus baccata var. microcarpa Trautv., Taxus baccata var. cuspidata (Sieb. & Zucc.) Carr., Taxus cuspidata var. microcarpa (Trautv.) Kolesn., Taxus cuspidata var. umbraculifera (Sieb. ex Endl.) Makino, Taxus cuspidata var. latifolia (Pilg.) Nakai): Sie kommt in den chinesischen Provinzen Heilongjiang, östlichen Jilin, Liaoning, Shaanxi, in Korea, Japan (Hokkaido, Honshu, Kyushu, Shikoku), auf den Kurilen und in Russlands Fernen Osten in der Region Primorje sowie Sachalin vor.[3][4]
- Taxus cuspidata var. nana Rehder (Syn.: Taxus cuspidata f. nana (Rehder) E.H.Wilson): Sie wächst als Zwergstrauch und ihre Nadeln erwecken nicht den Eindruck zweireihig angeordnet zu sein. Es ist wenig über diese Varietät bekannt. Sie kommt in Russlands Fernen Osten (Region Primorje sowie Sachalin) und auf der japanischen Insel Honshu vor.[5]

Nicht allgemein anerkannt ist:
- Taxus cuspidata var. luteobaccata Miyabe & Tatew.. Sie wird von manchen Autoren zu Taxus cuspidata var. cuspidata gestellt.

## Kreuzungen
- Bechereibe (Taxus ×media Rehder = Taxus baccata ×  Taxus cuspidata): Sie entstand in Kultur.
- Taxus ×hunnewelliana Rehder = Taxus cuspidata × Taxus canadensis: Sie entstand in Kultur.